# Bagillt
Bagillt är en ort och community i Storbritannien.   Den ligger i kommunen Flintshire och riksdelen Wales, i den södra delen av landet, 280 km nordväst om huvudstaden London. Antalet invånare är 4 165.